# 告解室

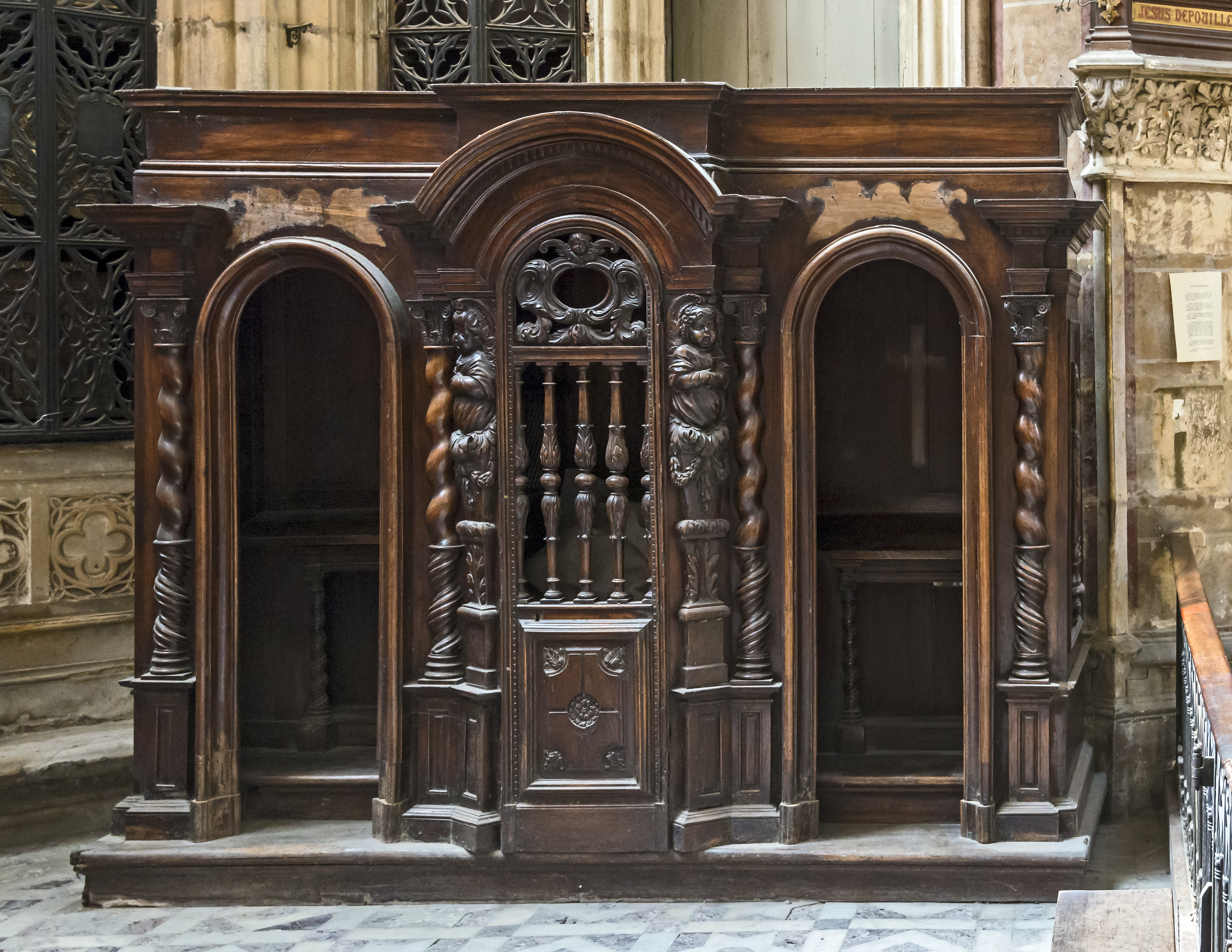
法國土魯斯主教座堂的告解室

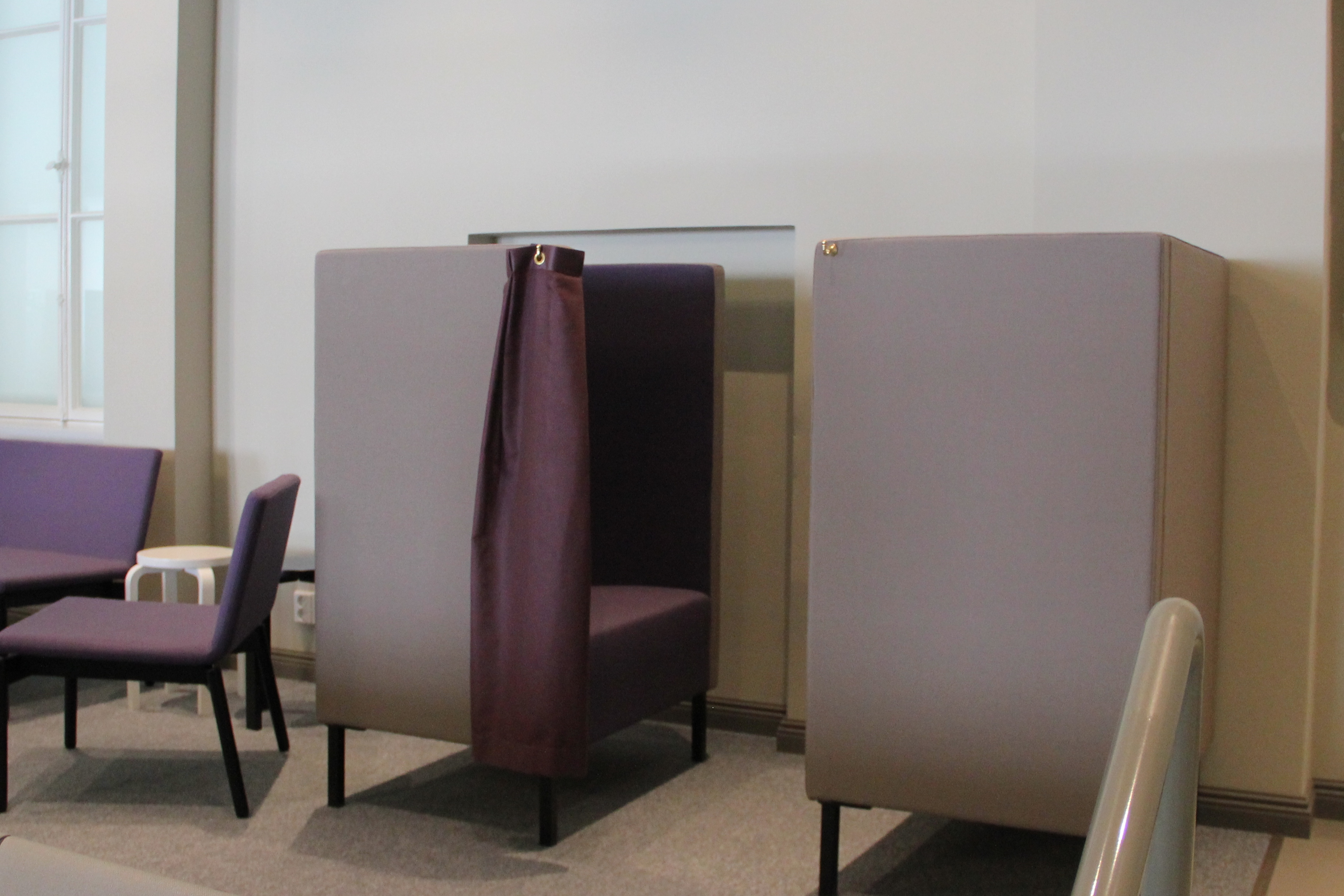
芬蘭赫爾辛基信義宗教會的告解室

告解室或称告解亭、告解座，是一个用于和好聖事（或称告解、告罪）的小房间。这常见于天主教，但类似的建筑也见于圣公宗的高派教会和信义宗之中。在天主教中，告解儀式原則上只能在告解室或祷告所中进行，除非有正当理由（1983年天主教法典第964条第3款）。